# NGC 6956
NGC 6956 este o galaxie situată în constelația Delfinul. A fost descoperită în 19 octombrie 1784 de către William Herschel. Se află la o distanță de 66,06 de megaparseci de Pământ.